# 宝達丘陵
宝達丘陵（ほうだつきゅうりょう）は、能登半島の基部に位置する丘陵地帯である。石川県と富山県にまたがっており、海抜500 m以上の山も見られ、宝達山地とも呼ぶこともある。両県境に沿う山地・丘陵のうち、概ね倶利伽羅峠付近以北を指し、南は両白山地（加越山地）に連なる。

## 地理
宝達丘陵は北西側に存在する断層の活動によって隆起して形成された。付近には「宝達」の名を冠した宝達志水町もある。なお、北西側は邑知潟地溝帯と呼ばれ、羽咋市付近には邑知潟も見られるなど標高の低い地域である。宝達丘陵は石川県と富山県にまたがっており、富山県側が緩斜面で、石川県側が急斜面という非対称性が見られる。また、富山県側では沢合集落から岩崎鼻まで、二上丘陵と言う比較的大きな支尾根が分岐している。宝達丘陵には山頂の標高が637 mで能登地方における最高峰である宝達山の他に、主な山として、石動山、碁石ヶ峰と言った標高500 m前後の山などが挙げられる。なお、二上丘陵には二上山や三千防山と言った標高300 m弱の山が見られる。参考までに、宝達丘陵の山の中で、例えば三国山や碁石ヶ峰の山頂は、石川県と富山県の県境として利用されている。また、荒山峠や原山峠は、宝達丘陵にある石川県と富山県の県境の峠である。

## 地質
宝達丘陵の地質は、片麻岩類や花崗岩類の上に、新第三紀の泥岩・シルト岩、砂岩などが覆っている。このような地質であるため、硬い地層と柔らかい地層が交互に堆積した場所が、地殻変動によって隆起し緩く傾斜した状態で、雨などによる侵食作用を受け、硬い部分が丘陵として残ったケスタと呼ばれる地形も見られる。比較的硬い地層でできた急斜面の石川県側に対して、富山県側の緩斜面は柔らかい地層のため、富山県側は地滑りの多発地帯である。

## 主な山岳
- 宝達山
- 石動山
- 碁石ヶ峰
- 二上山